# Хьюстон, Чарльз
Чарльз Снид Хьюстон (англ. Charles Snead Houston; 24 августа 1913, Нью-Йорк — 27 сентября 2009, Берлингтон, Вермонт) — американский учёный, доктор медицинских наук, исследователь, альпинист, писатель. Первый директор Индийского представительства Корпуса мира.
Основоположник «высотной» медицины, в рамках исследования горной болезни первым выделивший, исследовавший и описавший такие заболевания, как высотный отёк лёгких (HAPE), высотный отёк мозга (HACE) и высотное кровоизлияние в сетчатку (HARH). В 1946 году он провёл под эгидой Министерства обороны США первое комплексное научное исследование влияния высоты на организм человека, получившее название «Операция Эверест», которое им же было повторено, но уже на принципиально другом уровне, спустя сорок лет. С 1967 по 1979 годы принимал участие в исследовательском «Проекте Логан», а его наиболее амбициозным начинанием стало открытие в 1988 году Колорадского исследовательского института проблем высоты (CARl).
Как альпинист-любитель Хьюстон организовал и возглавил три гималайские экспедиции, добившиеся блестящих результатов: на Нанда-Деви (1936) и на К2 (1938 и 1953). Последняя, несмотря на то, что не достигла своей главной цели, тем не менее на десятилетия вперёд стала «парагоном» альпинистской этики, и, по словам Райнхольда Месснера, «самой потрясающей неудачей, которую только можно себе представить. Но при этом самим вдохновением жизни». Почётный член Американского альпклуба (AAC, с 1967 года), Альпийского клуба (Великобритания, с 1974 года), Гималайского клуба (с 1993). Кавалер высшей награды ААС — медали Дэвида Соулса, вручаемой альпинистам, спасшим в горах людей с риском для собственной жизни (1981), а также премии Анджело Хейлприна (1979). В 1996 году удостоен премии Короля Альберта I, вручаемой одноимённым мемориальным фондом за исключительные достижения, связанные с освоением гор мира.
Автор книг «Five Miles High» (с англ. — «Пять миль над уровнем моря», 1939, в соавторстве с Робертом Бейтсом) и «K2 The Savage Mountain» (с англ. — «К2: Дикая гора», 1954, с ним же), ставшей классикой альпинистской литературы. Как врач, автор «Going Higher» (с англ. — «Поднимаясь вверх: история человечества и высоты», фундаментального научного исследования горной болезни, 1983) и многочисленных статей по медицинской тематике.
В 2007 году из-под пера Бернадетты Макдоналд (англ. Bernadette McDonald) вышла биография Чарльза Хьюстона «Братство верёвки» (англ. Brotherhood of the Rope: The Biography of Charles Houston).

## Биография
Чарльз Хьюстон родился в Нью-Йорке 24 августа 1913 года. Его отец, — Оскар Ремпель Хьюстон, был успешным юристом в области морского права. Со временем он стал президентом американской Ассоциации юристов по морскому праву (Maritime Law Association of the United States) и Международной ассоциации юристов. Мать, — Энджел Банни Снид Макдоналд, была потомком древнего шотландского рода, её семья осела в США несколько поколений назад. Родители поженились в 1912 году, когда Оскар был ещё студентом Колумбийского университета. Помимо Чарли в браке родилось двое дочерей: Барбара Макдоналд (1916) и Джанет Скотт (1919).
Семья Чарли жила в северной части Лонг-Айленда в деревушке Грейт-Нек. Когда Чарльзу было 15 лет перебралась в Кингс-Пойнт. Отец с детства привил Чарли любовь к естественным наукам, природе и семейному приюту Honnedaga, расположенном в глубине Адирондакских лесов. Хьюстон-младший учился в престижной частной школе Хотчкисс. В 1925 году вместе с семьёй впервые побывал в Европе. Помимо посещения столицы Франции, он с родителями прошёл пешком от Женевского озера до Шамони, где вместе с отцом в сопровождении гида поднялся на свою первую вершину — Эгий-де-л’M (2844 м). Это восхождение, несмотря на более чем насыщенную последующую «культурную» программу, в совокупности с прочитанной тогда же книгой Джеффри Янга «On High Hills» (с англ. — «На высоких холмах»), оказало на него неизгладимое впечатление на всю оставшуюся жизнь. Отец поощрял увлечение сына горами, и в 1931 году, он организовал ещё одну поездку в Альпы, во время которой Оскар вместе с Чарли путешествовал по долинам Эцталь и Циллерталь и совершил ещё ряд восхождений.

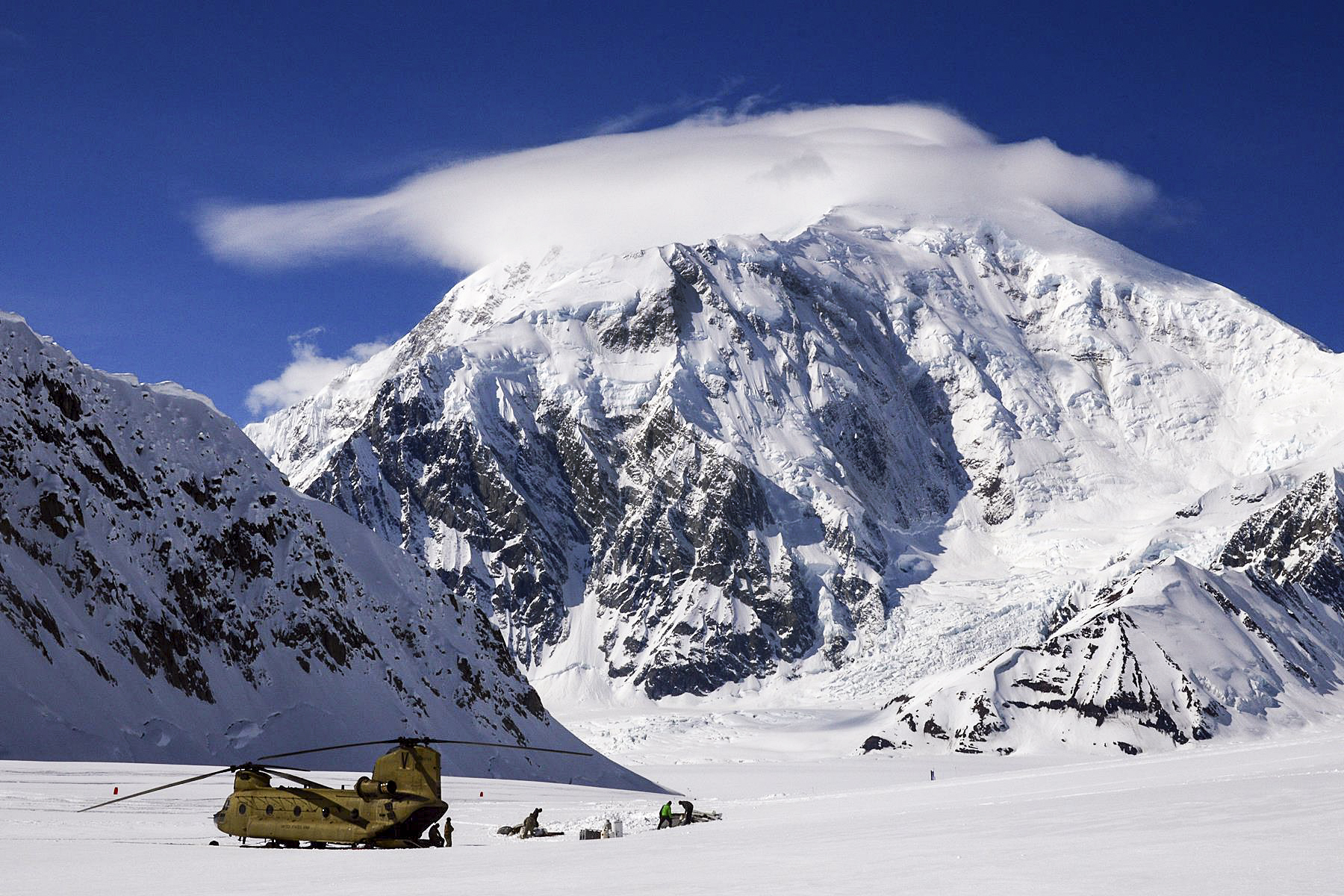
Гора Форакер (2016)

В 1931 году Ч. Хьюстон поступил в Гарвардский университет, выбрав в качестве дальнейшего приложения своих интересов медицину. В том же году он вступил в Гарвардский альпинистский клуб, где познакомился с такими же увлечёнными горами студентами, которые стали его друзьями и образовали так называемую «Гарвардскую пятёрку»: Бобом (Робертом) Бейтсом, Брэдфордом Уошберном, Эдом Картером и Террисом Муром. Их первой масштабной экспедицией стала попытка восхождения на гору Крильон (3879 м) на Аляске (1933). Год спустя Чарли (вместе с отцом) возглавил первое успешное восхождение на гору Форакер (5304 м) в Аляскинском хребте (c Томасом Брауном и Чичелом Уотерстоуном), а ещё год спустя вступил в Американский альпклуб.
В том же 1935 году Хьюстон закончил Гарвард со степенью бакалавра в области гуманитарных наук (А. В.) и поступил в Колледж хирургии и общей терапии Колумбийского университета, где учился до 1939 года, завершив медицинское образование со степенью доктор наук. Его учёба прерывалась лишь дважды: для участия в альпинистских экспедициях на Нанда-Деви (1936) и К2 (1938). С 1939 по 1941 годы он работал в Пресвитерианском госпитале в Нью-Йорке, где познакомился с Доркас Лейдли Тимейер (англ. Dorcas Laidley Tiemeyer), работавшей там же старшей медсестрой, и которая 2 июля 1941 года стала его супругой. Свой медовый месяц молодожёны провели в горах парка Гранд-Титон. В браке родилось трое детей: дочь Пенни (1945), а также сыновья Робин (1947) и Дэвид (1951).
Сразу после медового месяца Чарльз начал службу военным врачом в ВМС США — его опыт пребывания в высокогорье оказался востребован военными. Он разработал учебную программу для морских лётчиков по теме воздействия большой высоты на человека, по которой в течение службы Хьюстона прошли обучение, по разным оценкам, от 35 000 до 55 000 пилотов. В частности, он стал инициатором тренинга пилотов, когда те снимали кислородные маски во время тренировочных полётов на высоте 30 000 футов, дабы не по наслышке ощутить влияние высоты. Предложенная им практика повсеместно вошла в программы подготовки пилотов ВМС. До марта 1942-го он служил дежурным офицером в Норфолке, затем в Джэксонвилле, а закончил службу в Пенсаколе в звании коммандер в 1946 году. Апогеем исследований Хьюстона во время службы в армии стала «Операция Эверест», во время которой им вместе с Ричардом Лордом Райли (англ. Richard Lord Riley), ставшим впоследствии одним из крупнейших специалистов в мире в области физиологии дыхания, были проведены первые комплексные медицинские исследования влияния высоты на организм человека, в ходе которых было доказано, что благодаря правильной акклиматизации, люди могут без особого ущерба для здоровья работать на запредельных высотах.
После войны непродолжительное время Хьюстон поработал в госпитальном центре Белвью (Нью-Йорк), после чего перебрался в Эксетер, где проработал до конца 1957 года. В декабре по приглашению Вальтера Пепке — американского филантропа и промышленника, он переехал в Аспен (Колорадо), где провёл последующие пять лет. Во время работы в Аспене Хьюстон сделал наблюдение, которое стало ключевым направлением его дальнейших исследований. В канун одного из новогодних праздников клиенту курорта стало плохо на высоте всего 12 000 футов (3600 м), и даже спустившись ниже, он чувствовал себя плохо. Только после его эвакуации в больницу, где он был помещён в кислородную палатку, его состояние быстро улучшилось. По мнению лечащих врачей, причиной недомогания его клиента стали проблемы с сердцем, но Хьюстона такой вердикт не устроил. После консультации со своим другом и ведущим кардиологом своего времени Полом Уайтом, Хьюстон пришёл к выводу, что заболевание было связано с влиянием высоты. Дальнейшие исследования Хьюстона в этом направлении привели к опубликованию исследования «Acute pulmonary edema at high altitude» в The New England Journal of Medicine (8 сентября 1960 года), которое стало первым по проблематике высотного отёка лёгких (HAPE).

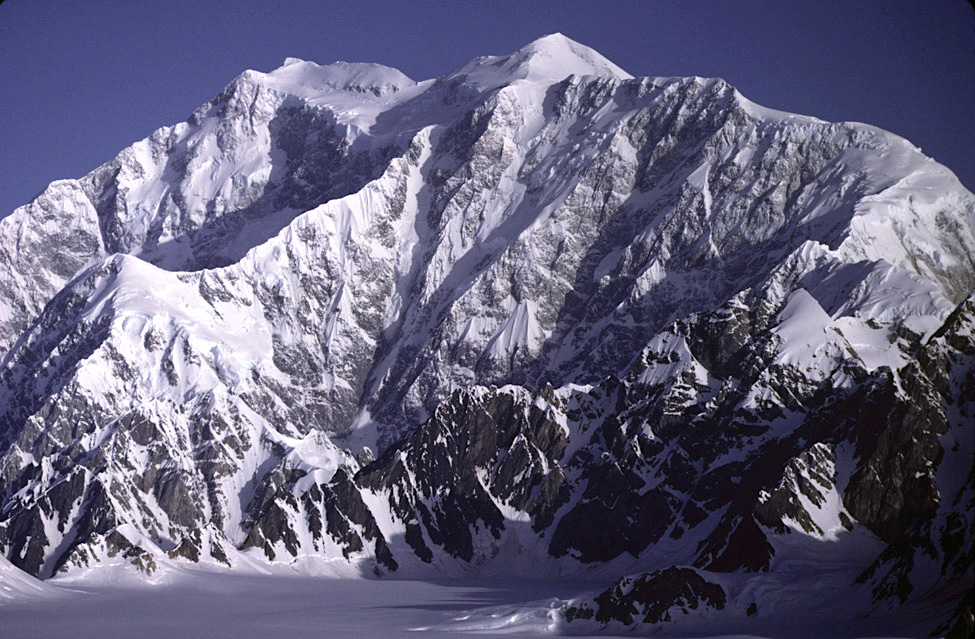
Вершина Логан

В 1962—65 годах Хьюстон возглавлял Индийское представительство Корпуса мира (первый директор). После возвращения на родину, в 1966 году Чарльз переехал в Берлингтон, штат Вермонт, где вплоть до выхода на пенсию (1979) работал в Медицинском колледже Вермонтского университета. В том же году он принял предложение доктора Уолтера Вуда (альпиниста и исследователя, в 1967—71 годах президента Клуба первооткрывателей) принять участие в крупном исследовательском проекте под патронажем Института Арктики Северной Америки, позже получившем название «Проект Логан» (Mt. Logan project). На протяжении более десяти лет (с 1967 по 1979 годы) на горе Логан в Канаде, где на высоте 5400 метров была установлена самая высокогорная лаборатория, проводились исследования по физиологии и патофизиологии. Основным направлением исследований Хьюстона в рамках программы стали причины впервые выявленного им высотного кровоизлияния в сетчатку, горной болезни и отёка лёгких. Через год после завершения проекта вышла первая часть его фундаментальной работы по исследованию высотной физиологии «Going Higher: The Story of Man and Altitude» (с англ. — «Поднимаясь вверх: история человечества и высоты»). Полная версия книги была опубликована в 1983 году Wilderness Medical Society).
После завершения «Проекта Логан» Хьюстон сосредоточился на повторении эксперимента «Эверест», подготовка к которому заняла почти пять лет. Со времени первого, проведённого 40 лет назад, значительно повысились качество и точность измерительной аппаратуры и пр., к тому-же возрос спрос на подобные исследования на фоне открытия Гималаев для тысяч устремившихся туда туристов и альпинистов. «Операция Эверест II» началась в октябре 1985 года и продолжалась пять недель, в течение которых шестеро отобранных добровольцев под наблюдением более чем двух десятков врачей-специалистов в различных областях медицины совершали в барокамере «восхождение на высшую точку планеты».
По словам доктора Джона Саттона, — коллеги Хьюстона, в частности, по «Операции Эверест II» и другим начинаниям, самым амбициозным из его проектов стало образование на базе Колорадского университета в июне 1988 года Колорадского исследовательского института проблем высоты (CARl) (англ. Colorado Altitude Research Institute). Помимо этого, начиная с 1973 года (официально с 1975 года) и по настоящее время (2019), с подачи Хьюстона, ежегодно проводятся симпозиумы, посвященные исследованиям в области высотной физиологии. Первый официальный был организован Йосемитским институтом (Yosemite Institute) в Йосемитском национальном парке.
Доктор Чарльз Снид Хьюстон умер в Берлингтоне 27 сентября 2009 года в возрасте 96 лет.

## «Операция Эверест»

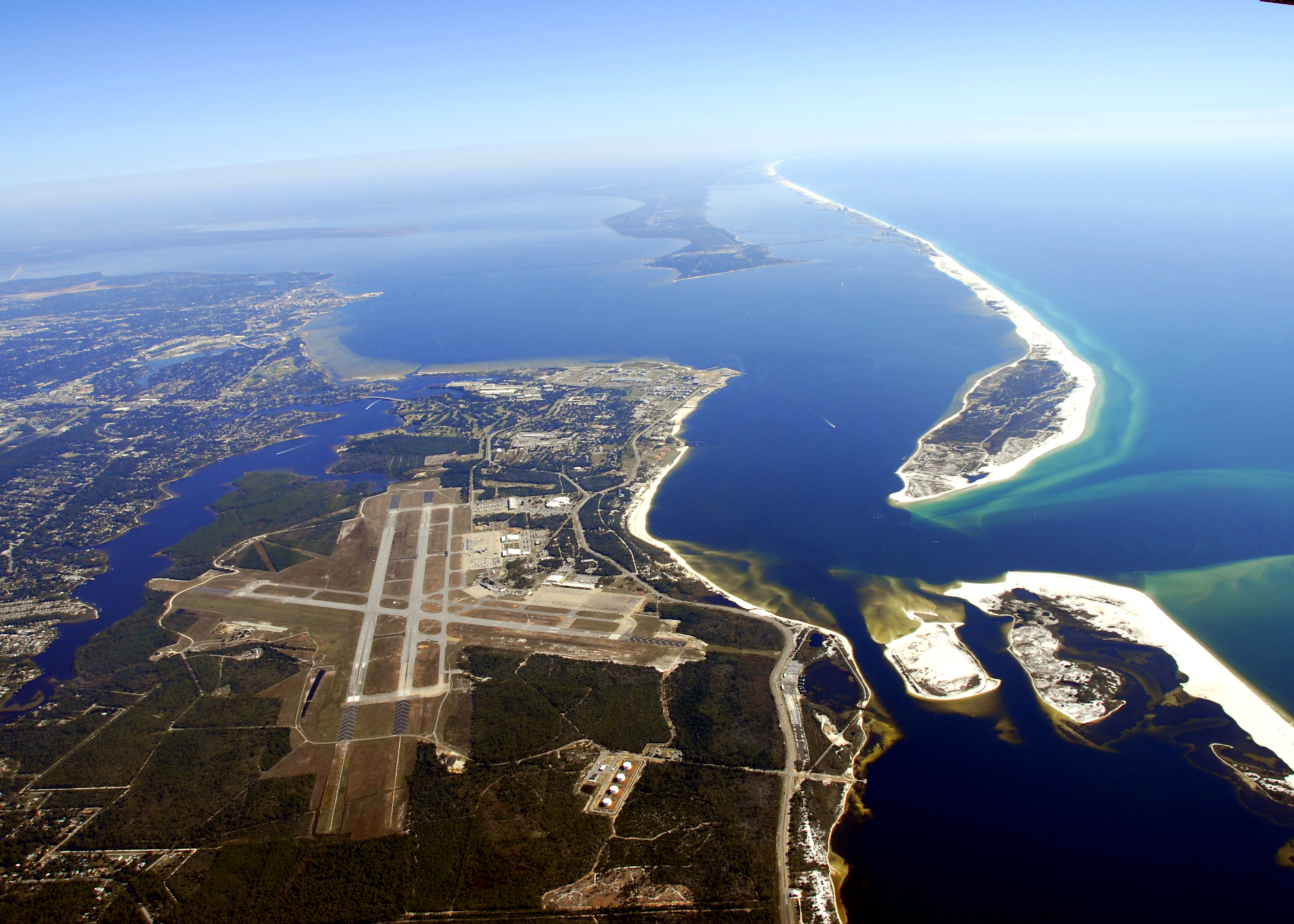
Авиабаза Пенсакола

Основной целью «Операции Эверест» было изучение физиологических процессов, происходящих в организме человека по мере набора высоты, вплоть до запредельной, верхняя планка которой была ограничена 29 000 футами — высотой Эвереста. Без их понимания был невозможен поиск эффективных лекарственных препаратов, способных как улучшить переносимость высоты, или же ликвидировать негативные последствия её воздействия. В авиации, с которой Хьюстон был тесно связан, технологические наработки за годы Второй мировой войны позволили пилотам летать на высотах свыше 10 000 метров, но в случае отказа оборудования или повреждения самолёта неакклиматизированный пилот на высоте 6000 м (20 000 футов) сохранял ясность ума около 30 минут, на 8200 м (27 000 футов) 5 минут, а на 8500 м (28 000 футов) всего 3 минуты, что резко контрастировало с альпинистами, которые за недели постепенного восхождения, могли нормально жить и работать на таких высотах. Интерес к изучению специфических изменений в организме, которые делают возможным такое приспособление, ещё ранее привёл к целому ряду исследований, которые проводились в Скалистых горах и Андах, а также в лабораторных условиях, но все они сталкивались с естественными проблемами (климатическими, географическими, методологическими), которые ограничивали их полноту, а также максимальную высоту исследований.

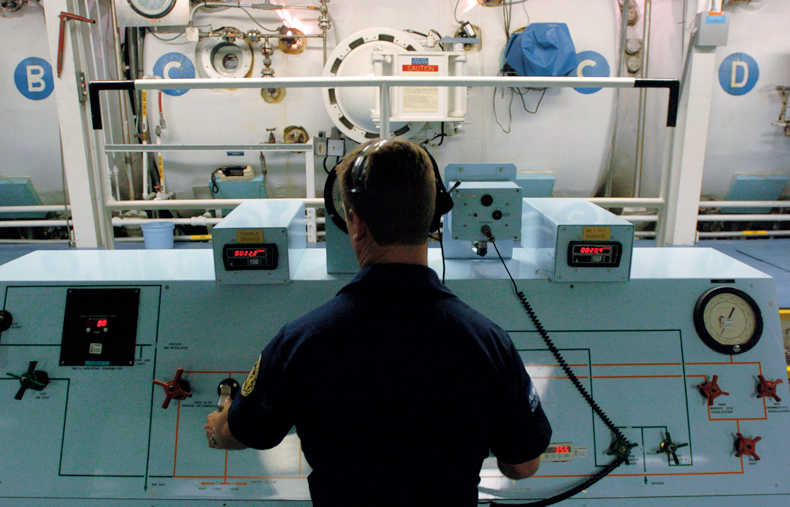
Инструктор за пультом управления камеры низкого давления.

Проект «Операция Эверест» был задуман Чарльзом Хьюстоном в 1945 году и обсуждался в Бюро медицины и хирургии, но был отложен на некоторое время. В марте 1946 года ему снова дал ход капитан Эштон Грейбил — руководитель Научно-исследовательского отдела Школы авиационной медицины, и он в итоге получил одобрение вице-адмирала Росса Макинтайра 25 апреля 1946 года. В течение последующих двух месяцев была сформирована научная команда, в которую входили физиологи, кардиологи и другие специалисты в области медицины, а также группа технической поддержки для круглосуточного обеспечения всех технологических систем камеры низкого давления, в которой в течение месяца должны были жить участники эксперимента. Для проекта была выбрана самая большая из трёх барокамер Школы авиационной медицины, находящихся на Военно-морской авиабазе Пенсакола, которая была существенно дооборудована инженерными системами и бытовыми предметами первой необходимости (туалетом, умывальником, дублирующими системами связи, всевозможными газоанализаторами, а также кроватями, стульями и прочими предметами быта).
27 июня четверо добровольцев из числа военнослужащих были помещены в барокамеру, в которой в течение последующих 34 дней постепенно понижалось атмосферное давление до уровня, соответствующего высшей точке планеты. В течение всего времени наблюдений испытуемые постоянно находились под наблюдением врачей: каждый день брались анализы крови, проводились рентгенографические и физиологические исследования, в том числе под «нагрузкой» (на велотренажёре), психологическое тестирование, измерения пульса, давления, и целый ряд других.

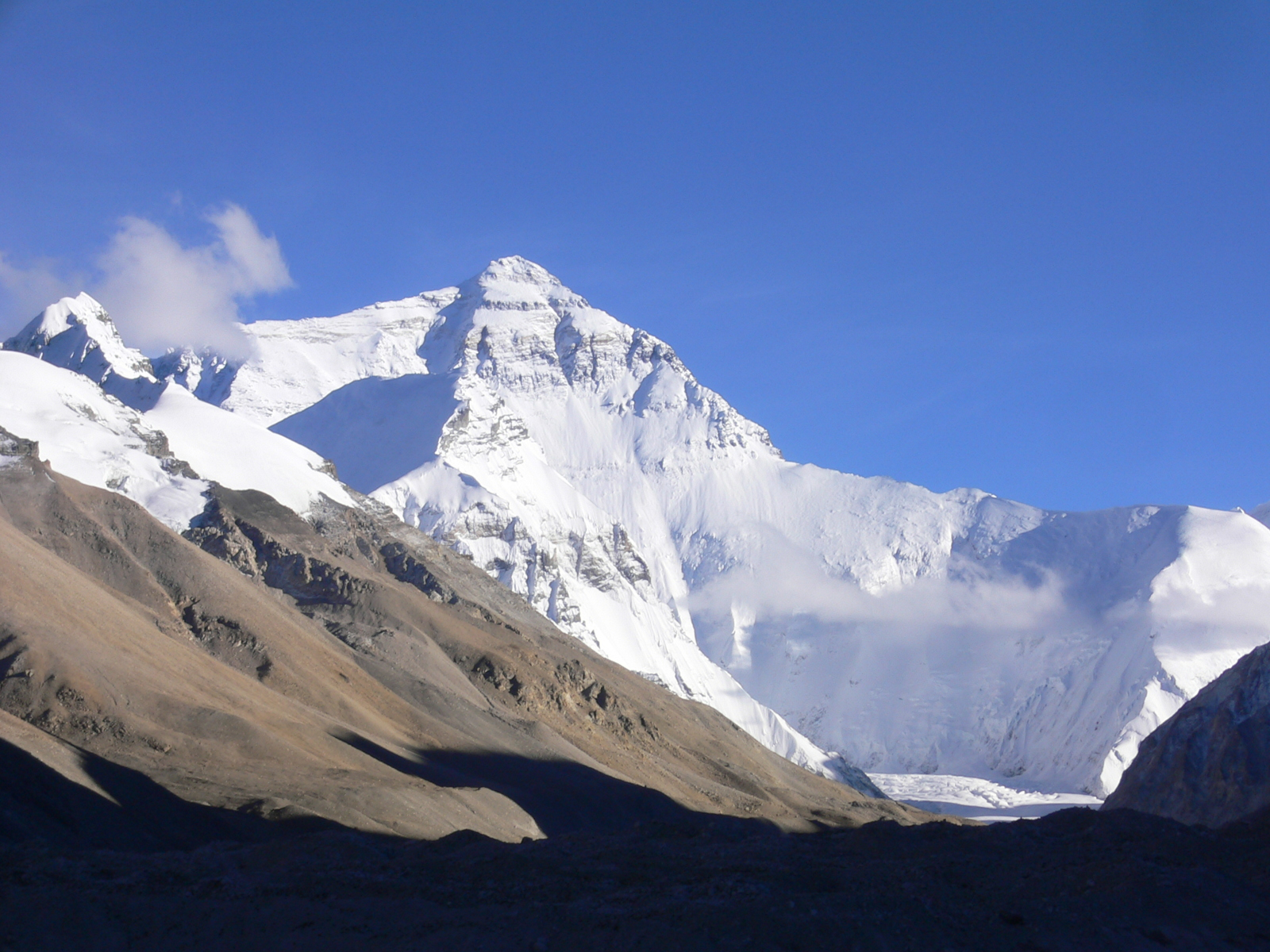
Эверест

За первые четыре дня «альпинисты» каждый день «поднимались» на 2000 футов, после чего скорость их подъёма уменьшилась до 1000 футов в день, и после того, как они поднялись до 15000 футов, спала до 500 в день. Изредка останавливаясь «на отдых» (в эти дни высота не росла), «альпинисты» дошли до «высотного лагеря» на 22 500 футов (~6750 м), после чего (спустя неделю, проведённую на высоте выше 6000 м) испытуемые предприняли попытку «рывка к вершине». Акклиматизационный график в целом повторял опыт восхождений британской экспедиции Эрика Шиптона на Камет и американо-британской Хьюстона-Тильмана на Нанда-Деви. 30 (31) июля, в 10:40 утра они начали «восхождение» на вершину мира со скоростью 1000 футов (300 м) в час. Достигнув 27 500 футов (8250 м) двое восходителей запросили кислород, а вторая пара продолжила подъём и около 18:00 достигла вершины Эвереста (29 025 футов). Она провела на «третьем полюсе» 21 минуту, после чего «спустилась» на 20 000 футов на ночь.
На следующий день был проведён эксперимент по «подъёму» на сверхвысоту. Двоих участников в стандартном кислородном оборудовании поместили в камеру, где давление стали понижать до сверхэверестовской высоты. По достижении 48 600 футов (14813 м) одного из участников из-за сильных болей в области живота заменили, и эти двое, в итоге, поднялись до 50 225 футов (15300 м), где провели две с половиной минуты — оба «альпиниста» жаловались на слабость и головокружение, но при этом контролировали самочувствие, после чего их спустили на 46 000 футов. Ещё одной целью этого эксперимента было определение максимальной высоты, на которой испытуемые могли эффективно работать. В течение следующего получаса давление в камере снова медленно опускалось. На высоте 46 000 футов оба оценили свой рабочий потенциал как «бесконечный», на 47 000 футов как «не более нескольких часов», а на высоте 48 500 футов в «не более тридцати минут».

### Итоги
Неожиданным итогом эксперимента стало то, что физическое состояние испытуемых, проживавших в комфортных условиях и хорошо питавшихся, не сильно отличалось от физической кондиции альпинистов, совершавших изнурительное восхождение на натуре. Были сделаны выводы, что физическая нагрузка по мере набора высоты лучше способствует процессу акклиматизации, нежели простое пребывание на ней. Ещё одним непредсказуемым результатом стало выяснение, что несмотря на то, что дыхание «чистым» кислородом на «высоте» 22 000 футов мгновенно улучшало самочувствие и работоспособность «альпинистов», не делало их равным на уровне моря, чем было доказано, что использование кислорода не замещает акклиматизацию в высокогорных восхождениях. Все четверо испытуемых потеряли в весе почти по 4 килограмма и при этом утратили интерес к наиболее любимой пище, это также было отнесено к влиянию высоты. Исследователи пришли к выводу, что витамины, особенно аскорбиновая кислота, повышают способность крови переносить кислород. Для высокогорных восхождений была определена как наиболее предпочтительная высокоуглеводная диета, а богатая жирами и белками пища была рекомендована для употребления в «нижних лагерях» для восполнения запасов организма. При этом вплоть до набора высоты в 25000 футов не было выявлено сколь-нибудь значимых отклонений в работе сердца и других жизненно-важных органов.
Итоги «Операции Эверест» в корне опровергли выводы британского врача Тома Лонгстаффа, изложенные в его статье «Mountain Sickness and Its Probable Causes» (с англ. — «Горная болезнь и её возможные причины») 1906 года, что основным фактором, вызывающим горную болезнь, является плохая физическая подготовка восходителей, и доказали, что восхождение на высшую точку планеты возможно без дополнительного кислорода, и что однажды человек сделает это.

### «Операция Эверест II»
«Операция Эверест II» (октябрь 1985 года) по своим целям в целом повторяла первую, проведённую 40 годами ранее. По словам Хьстона, её главной задачей было определить все этапы «кислородной транспортной системы» («oxygen transport system») организма человека. На этот раз в эксперименте, проводившемся на базе USARIEM, принимало участие шесть участников, находящихся под контролем значительно большего числа медицинских специалистов, в том числе в области хирургии, неврологии, иммунологии и др., что позволило в итоге провести уникальные исследования в междисциплинарных областях. Помимо этого претерпели существенные изменения как методология исследований (в отличие от предыдущего эксперимента, «альпинисты» совмещали подъёмы со спуском вниз), так и значительно усовершенствовавшиеся средства диагностики. Основными научными результатами «Операции…» стали 33 рецензируемые научные статьи по медицине по широкому спектру вопросов, не считая многих оригинальных исследований, опиравшихся на её результаты.

## Альпинистская карьера

### Нанда-Деви

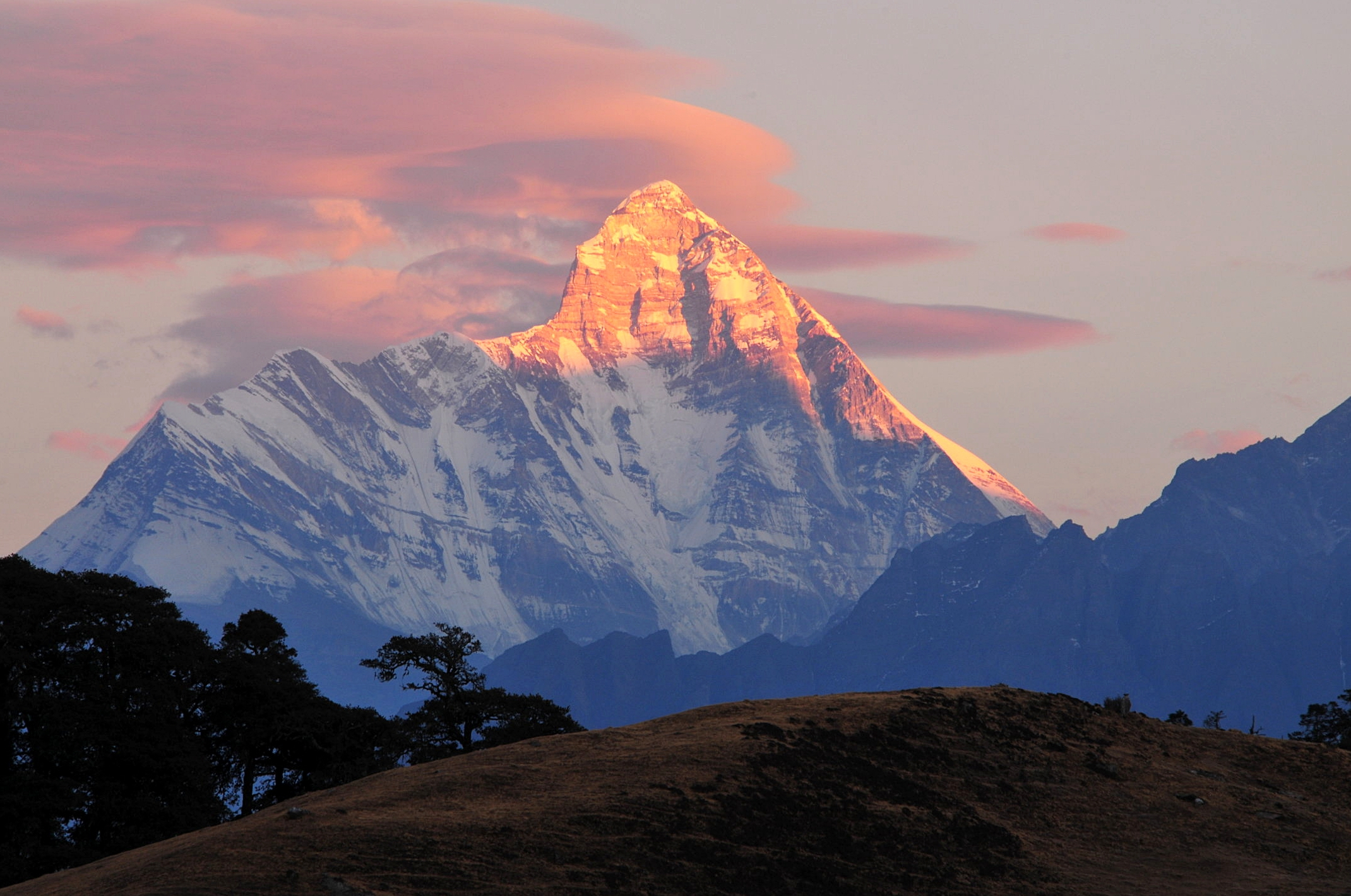
Нанда-Деви

В 1936 году 23-летний Чарльз Хьюстон вместе со своими товарищами по Гарвардскому альпклубу Фарни Лумисом (William Farnsworth «Farnie» Loomis) и Эдом Картером выступил инициатором первой американской гималайской экспедиции на Канченджангу — третью по высоте вершину мира. Идею восхождения предложил четвёртый член команды Артур Эммонс — участник первой американской гималайской экспедиции (на Минья-Конка [7556 м]). Заявка на проведение экспедиции была отклонена британскими властями под благовидным предлогом, но неофициально, по словам Хьюстона, запрет звучал так: Канденджанга это «… немного слишком для группы неофитов (досл. неопытной группы)». Британцы в качестве альтернативы предложили им восхождение на Нанда-Деви.
Индийское святилище Нанда-Деви представляет собой практически замкнутый горный горный массив, относительные высоты внешних, практически отвесных, стен которого составляют от 6000 до 7000 метров, и единственный проход в его центральную часть лежит вдоль глубокого ущелья реки Риши-Ганга (Rishi Ganga), круто спадающей из верховий внутреннего цирка, и является самостоятельной альпинистской задачей, решить которую впервые сумели только в 1934 году британские альпинисты Эрик Шиптон и Билл Тильман.
Абсолютное отсутствие у «Гарвардской пятёрки» гималайского опыта натолкнуло Лумиса на мысль пригласить в экспедицию опытных британцев, причём желательно первопроходцев. Первым дал согласие Томас Браун — участник экспедиции Хьюстона на Форакер, и, несмотря на большую разницу в возрасте, ставший его товарищем. Через Брауна американцы вышли на Шиптона и Тильмана. Первый ответил отказом, поскольку собирался на Эверест, а Тильман дал «добро». К четвёрке американцев также присоединились участник британской экспедиции на Эверест 1924 года геолог Ноэль Оделл и, по выражению историка Мориса Иссермана, «восходящая звезда Альпийского клуба Кембриджского университета» Питер Ллойд.

Бассейн Нанда-Деви

6 июля все участники собрались в Раникхете (за исключением Картера, который догнал группу 5 августа), откуда 10 июля с караваном носильщиков вышли в 175-мильный поход, время проведения которого совпало с пиком муссона — в течение всего времени перехода шёл дождь. 4 августа все участники и шерпы относительно благополучно, если бы не многочисленные проблемы с носильщиками, из-за действий которых на последних этапах перехода весь экспедиционный груз альпинисты были вынуждены «челноками» перетаскивать на себе, достигли морены над Южным ледником Нанда-Деви, где был разбит нижний Базовый лагерь (ВС, 4500 м). Не обошлось без потерь — был утерян баул со всеми запасами чая, без которого бриты едва не отказались от продолжения экспедиции, и американцам стоило больших усилий уговорить их перейти на кофе и какао. От ВС дальнейший путь лежал к подножию Юго-восточного ребра «Coxcomb», подъём по которому в 1934 году Шиптон и Тильман оценили как кратчайший и наиболее безопасный маршрут на вершину. К 16 августа на нём были установлены первые три промежуточных лагеря (~ 5800, 6000 и 6400 м). По достижении Лагеря I из-за болезней четверо из шести шерпов покинули экспедицию, а по достижении Лагеря III последние двое, оставив сагибов «наедине с гневом Богини». Любопытно, что до начала восхождения у объединённой группы вообще не было единого лидера — по умолчанию все считали таковым Тильмана, который только 21 августа единогласным решением команды получил этот статус и ему было доверено сформировать штурмовую связку, которая и попытается достичь вершины.
Тильман, к неодобрению Брауна, выбрал Хьюстона и Оделла. 24 августа Оделл, Ллойд, Лумис, Хьюстон и Тильман поднялись на 6600 м, где был разбит Лагерь IV. Днём позже все вышли на обработку дальнейшего маршрута, представлявшего собой крутой ледовый взлёт. К концу дня Ллойд, Лумис и Тильман спустились на ночёвку в Лагерь IV, а Хьюстон и Оделл на небольшой полке установили палатку пятого лагеря. 26 августа, пока остальные альпинисты занимались транспортировкой грузов между высотными лагерями, Хьюстон и Оделл вышли на разведку дальнейшего маршрута, которая завершилась всего в 300-х метрах ниже вершины — все ключевые этапы маршрута были пройдены, а дальнейший путь не предполагал внезапных трудностей. В честь удачно проведённой разведки по возвращении в палатку Оделл и Хьюстон съели банку тушёного мяса, часть содержимого которой оказалась испорченной — сразу после ужина Хьюстон почувствовал недомогание, и страдал от отравления всю ночь. Утром Оделл вышел на звуковой контакт с Лагерем IV, и сообщил, что «Charlie is ill» (Чарли болен), что было понято как «Charlie—is—killed» (Чарли погиб). Тильман и Ллойд сразу же вышли наверх, следом за которыми Браун и Картер. Через шесть часов они поднялись до бивуака Хьюстона-Оделла, где нашли первого живым, но ослабевшим. По предложению Хьюстона Тильман сменил его на этапе рывка к вершине, а Ллойд, Браун и Картер благополучно сопроводили Чарльза в лагерь IV. По словам Тильмана, «Для Хьюстона это было чудовищное невезение, но при этом его решение стало самым бескорыстным». 28 августа Тильман и Оделл по разведанному ранее маршруту перенесли бивуак на 7200 м, из которого на следующий день достигли вершины, остававшейся самой высокой из покорённых человеком на протяжении последующих 14 лет — до восхождения французских альпинистов на Аннапурну.
Хотя ни один из участников американской команды не достиг вершины Нанда-Деви, Чарльз Хьюстон по возвращении в США получил репутацию одного из ведущих альпинистов страны, и именно ему выпала задача организации двумя годами позже первой американской экспедиции на вторую по высоте вершину мира.

### К2 (1938)

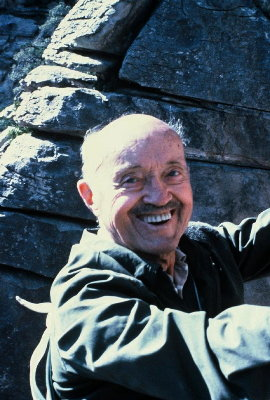
Фриц Висснер (1986)

В 1938 году с подачи амбициозного и предприимчивого американского иммигранта немецкого происхождения, а также хорошего альпиниста, Фрица Висснера — участника немецкой экспедиции на Нанга-Парбат Вилли Меркля 1932 года, заручившегося ранее поддержкой Американского альпклуба, США неожиданно получили разрешение от британских властей на восхождения на К2 — вторую по высоте вершину мира (в 1938 и 1939-м годах). Висснер, «внезапно» сославшийся на свою занятость, отказался от руководства экспедицией в текущем году, а Американский альпклуб, не желая отказываться от предоставленной возможности, пошёл на компромисс — в 1938 году они отправят разведывательную группу, задачей которой будет определить оптимальный маршрут на вершину, а на следующий год «автор начинания» вернётся с основной группой. Лучшей кандидатурой в качестве руководителя первой американской экспедиции на К2 был признан Чарльз Хьюстон. Тот был расстроен своей неудачей на Нанда-Деви, а кроме этого понимал, что никто из американцев никогда не получит разрешения на восхождение на Эверест, пока Британская империя господствует в этом восточном регионе.
В небольшую команду Хьюстона вошёл его друг Боб Бейтс из «Гарвардской пятёрки», по рекомендации Фарни Лумиса Пол Петцольдт — горный гид парка Гранд-Титон, Ричард «Дик» Бердселл (Richard Burdsall) — участник восхождения 1932 года на Минья-Конка, Уильям «Билл» Хаус — участник успешной экспедиции Висснера на Уоддингтон, и британец Норман Стритфейлд (Norman R. Streatfeild) в качестве офицера связи. Как писал Мик Конфри, Хьюстон и его заместитель Боб Бейтс понимали, что Висснер их использует — в 1938 году «они сделают всю тяжёлую работу, а потом он вернётся на следующий год, и по проторённому маршруту поднимется на пьедестал». Поэтому своей конечной целью они сразу обозначили восхождение на вершину. Несмотря на официальный характер экспедиции, финансовые издержки на её проведение были вынуждены взять на себя её непосредственные участники.

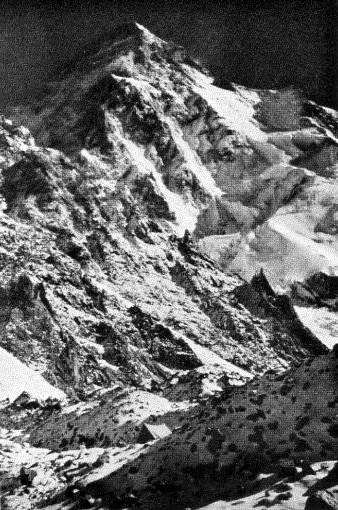
К2 из Базового лагеря экспедиции 1938 года

После пятимесячной подготовки, плавания в Индию и 31-дневного перехода к К2 12 июня команда Хьюстона достигла Конкордии — места слияния ледников Балторо и Годвин-Остен, где разбила Базовый лагерь. После проведения ряда разведывательных выходов единственным приемлемым путём к вершине Чарльзом, положившимся на мнение Хауса и Петцольдта, был определён маршрут по Юго-восточному гребню (или как его назвали американцы «ребру Абруццкого», по которому герцог сделал попытку восхождения в 1909 году, но пришёл к выводу, что выше 21000 футов оно непроходимо). 1 июля на высоте ~5400 м (17700 ft) у подножия ребра был установлен передовой базовый лагерь — Лагерь I, после чего началась 25-дневная борьба за вершину, стиль восхождения на которую Хьюстон назвал «полуосадным-полуальпийским». 3 июля на разведанном ранее Хаусом и Петцольдтом месте был разбит второй лагерь (5900 м), а 5 июля передовая связка нашла место для установки безопасного Лагеря III (6300 м). 6 июля, почувствовав приближение бури, Петцольдт и Хаус спустились в Лагерь I, где благополучно переждали разразившийся шторм. На следующий день вся партия поднялась в Лагерь II, обеспечив его всем необходимым, в первую очередь для работы передовых связок, на несколько недель. 10 июля Хьюстон и Петцольдт нашли место для установки IV лагеря (6550 м), но на последнем участке подъёма двойка столкнулась с необходимостью преодоления 20-метровой вертикальной башни, которую мастерски прошёл Пол и которая получила его имя — «жандарм Петцольда». Другим более серьёзным препятствием на пути вверх стал 45-метровый контрфорс из скальной породы бурого цвета между лагерями IV и V (6700 м). Его 16 июля по камину (вертикальной щели), получившему имя первопроходца, прошёл Билл Хаус. Два дня спустя Хьюстон и Петцольдт нашли место для лагеря VI (7100 м), а ещё через день они подошли к основанию «Чёрной пирамиды» — последнему опасному участку и венцу ребра Абруццкого, преодолев который «пожали друг другу руки» — путь к вершине последующим экспедициям, в частности Висснера, был открыт.
По возвращении в Лагерь VI было проведено обсуждение сложившейся ситуации. По мнению Хьюстона, для успешного и безопасного подъёма на вершину требовалась установка ещё не менее двух оборудованных всем необходимым лагерей, время и погода. Экспедиция заканчивалась через 10 дней, и ровно на столько в лагере VI было запасов продовольствия и топлива. Погода стояла отличная, но сезон подходил к концу, погода могла испортиться в любой момент, а сама мысль спускаться по камину Хауса и жандарму Петцольда в непогоду приводила альпинистов в ужас. Кроме этого, как вспоминал Хьюстон, в голове у каждого звучала мантра «вспоминай Нанга-Парбат». Американцы пришли к компромиссу — просто попытаться подняться как можно выше, но при удачном стечении обстоятельств попробовать выйти на вершину. 20 июля четверо альпинистов и шерпа Пасанг Кикули занесли на верх «Чёрной пирамиды» запас продуктов и топлива на трое суток, после чего Бейтс, Хаус и Кикули вернулись в Лагерь VI. Хьюстон и Петцольдт на высоте 7530 м разбили Лагерь VII, из которого на следующий день достигли высоты 26000 ft (7925 м), после чего повернули вниз и в сгущающихся сумерках благополучно к нему же спустились. 26 июля вся экспедиция покинула ледник Годуин-Остен. Как писал позже Хьюстон: «Ограниченные возможностями и опытом того времени, находясь в опасности внезапного наступления плохой погоды, и очень уставшие после пяти недель разведки и транспортировки грузов, мы приняли правильное решение, что повернули назад. Другие, спустя годы, пошли дальше: некоторые совершили великие и героические подвиги, другие понапрасну погибли, став жертвами амбиций и воздействия большой высоты на разум. Мы же жили, чтобы подниматься вновь, в течение многих последующих лет… в настоящем альпинизме вершина это ещё далеко не всё, она лишь его часть».
Главным достижением экспедиции Хьюстона, признанной успешной, стала полностью завершённая разведка пути к вершине, и, что более важно, она завершилась без жертв. Отчёт об экспедиции, написанный Хьюстоном в соавторстве с Бобом Бейтсом «Five Miles High» (с англ. — «Пять миль над уровнем моря»), был опубликован в 1939 году (в Британии в 1940-м). После экспедиции и вплоть до начала Второй мировой войны Хьюстон был консультантом Американского альпклуба, а после войны (1947-49 годы) его вице-президентом.

### Поход 1950 года

Трек к Южной стороне Эвереста (1950)

В 1949 году отец Чарльза Хьюстона Оскар подал официальное прошение властям Непала на посещение Катманду и одноимённой долины, однако оно было отклонено. Год спустя он вновь попросил разрешение на посещение страны, но уже её восточного региона, которое неожиданно было удовлетворено последним премьер-министром правящей династии Рана Моханом Шамшером и включало разрешение на посещение Солукхумбу, — района, вплотную примыкавшему к Эвересту с юга, откуда восхождение на высшую вершину мира потенциально рассматривалось первыми исследователями как наиболее перспективное за счёт многих сугубо географических факторов. Поход был запланирован на октябрь. По прибытии в Катманду 67-летний Оскар в британском посольстве неожиданно встретил Билла Тильмана, который завершил весенне-летний поход по окрестностям Манаслу, Хималчули и Аннапурны, и пригласил его принять участие в их начинании. Тильман, несмотря на свои предубеждения на счёт участия в походах женщин (в партию, помимо семьи Хьюстонов [Чарли, Оскара и его супруги], входила друг семьи Бетси Коулз [Elizabeth «Betsy» S. Cowles] и Андерсон Бейквелл [Anderson Bakewell]) дал согласие, поскольку не мог удержаться от потенциальной возможности разведки подходов к Эвересту с юга.
29 октября вся группа собралась в Джогбани — железнодорожной станции на индо-непальской границе. Далее в сопровождении шести шерпов из Дарджилинга она добралась до Дхарана, откуда вместе с восемнадцатью местными носильщиками дошла до Дханкуты, и далее через три высокогорных перевала вышла к Намче-Базару — «процветающей» за счёт торговли с Тибетом деревне. От Намче-Базара Чарли Хьюстон и Тильман, обогнав основную группу, следовавшую более медленным темпом, вдоль реки Дудх-Коси вместе с четырьмя носильщиками 15 ноября дошли до монастыря Тенгбоче, став его первыми «белыми» посетителями.

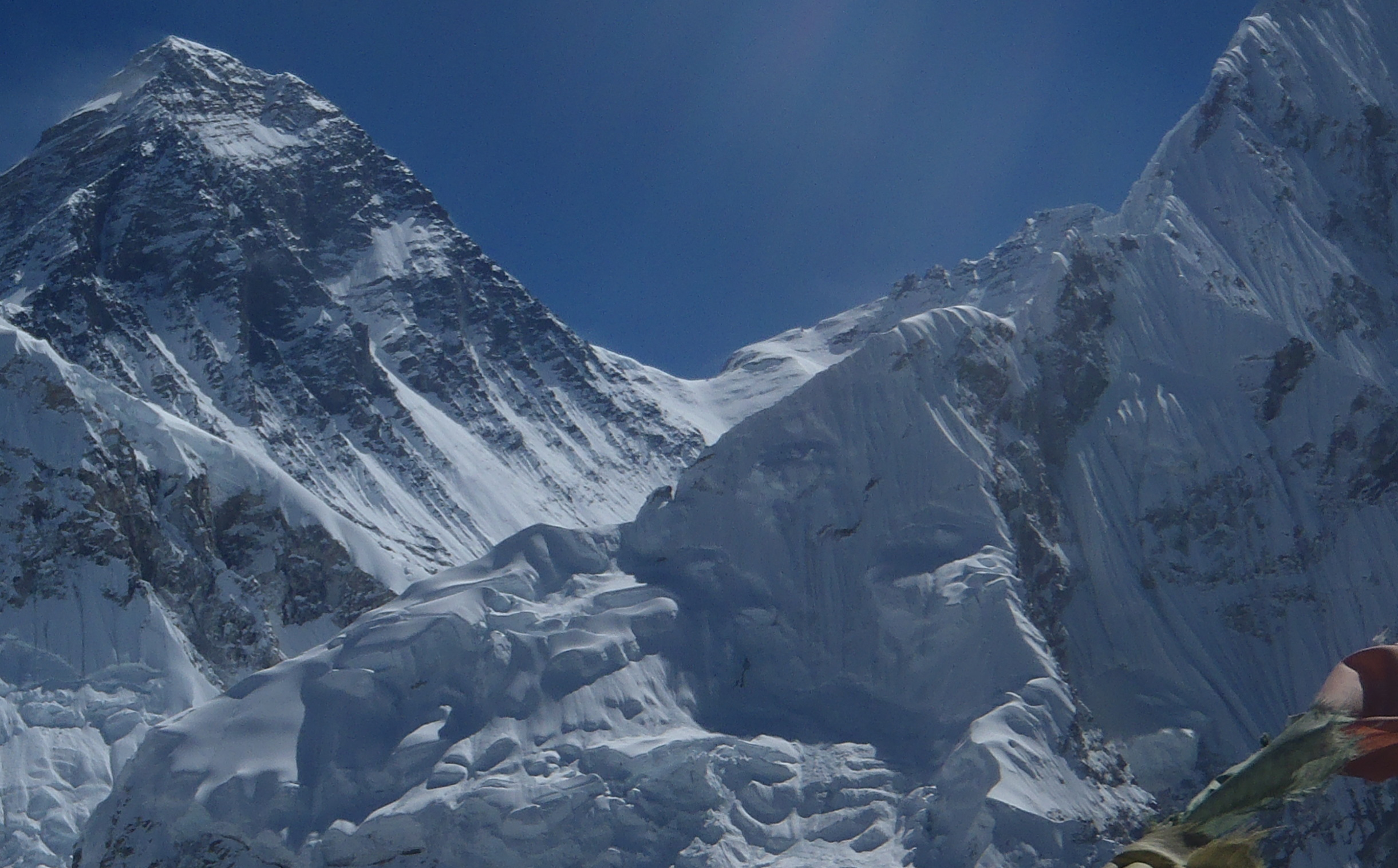
Эверест с Кала-Патхар (точки, достигнутой Хьюстоном и Тильманом в ходе первой разведывательной экспедиции)

Поскольку Хьюстон и Билл Тильман были сильно ограничены по времени — 6 декабря вместе со всеми они должны были вернуться в Джогбани, для разведки подступов к Эвересту у них было всего несколько дней. От монастыря они дошли до деревушки Пангбоче, от которой поднялись вдоль нижнего течения ледника Кхумбу, где на высоте ~ 5000 м разбили лагерь. Они отметили потенциальную опасность прохождения этого ледника, стекающего с южных склонов Джомолунгмы, на узком участке долины, разделяющей западный гребень Эвереста и северо-западный гребень Нуптзе. 18 ноября, — в последний день пребывания в долине, в попытке просмотреть Западный цирк Эвереста над ледопадом Кхумбу они решили подняться на Кала-Патхар — южный выступ Пумори. Поскольку Хьюстон в отличие от Тильмана не был достаточно акклиматизирован, они не дошли до вершины около 100 метров. С высшей точки подъёма Тильман сделал первую фотографию Эвереста с юга. Обзор верхней части Западного цирка скрывали отроги Нуптзе, а видимый крутой юго-западный гребень Эвереста закрывал Юго-восточный, из-за чего и Тильманом и Хьюстоном были сделаны ложные выводы о географии горы и о потенциальной сложности восхождения с юга, которые были опровергнуты последующими экспедициями Эрика Шиптона и Эдуарда Висс-Дунанта.
Группа Хьюстона-старшего вернулась в Биратнагар 4 декабря спустя 36 дней после начала путешествия, за время которого Китай установил контроль над Тибетом, после чего восхождения на Эверест с северной стороны на время были запрещены, а в Непале в результате дворцового переворота пала правящая династия Рана, и страна стала более открытой для «европейцев».

### К2 (1953)

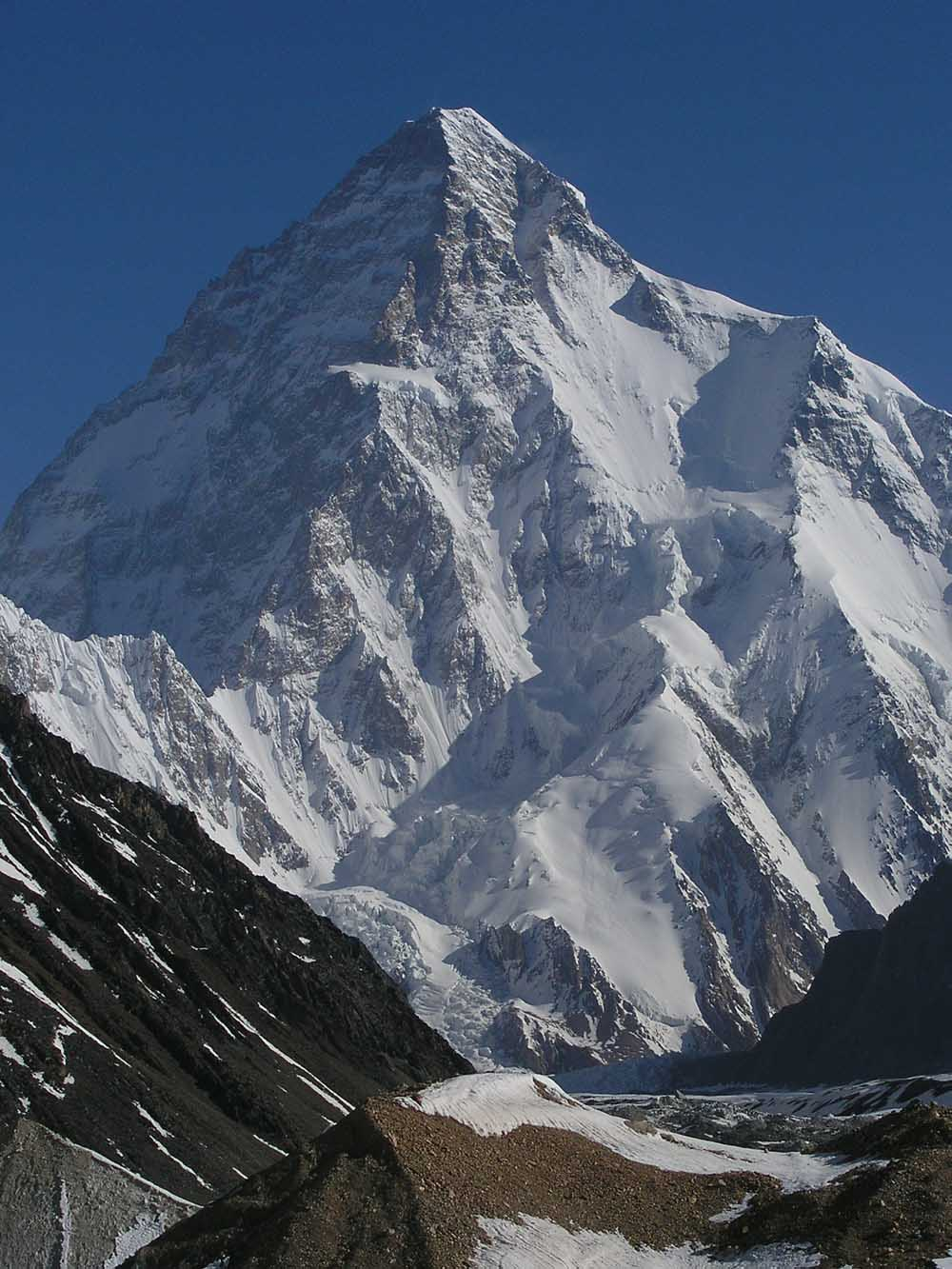
К2

По возвращении из похода к южному подножию Эвереста друзья Чарльза предложили ему воспользоваться своими связями, чтобы на следующий год организовать экспедицию на Третий полюс, к тому же Альпийский клуб уже вёл переговоры на эту тему с американской стороной. У Хьюстона на этот счёт было своё мнение — «его горой» оставалась К2; последовавшая вслед за экспедицией Хьюстона 1938 года американская экспедиция Висснера не смогла добиться успеха в штурме вершины (но при этом потеряла одного из своих участников [Дадли Вульфа], а также троих шерпов, пытавшихся его спасти), и она осталась непокорённой. Поэтому свои связи в дипломатических кругах Хьюстон решил использовать для достижения этой цели, и в 1952 году посол США в Карачи Авра Уоррен смог добиться необходимого разрешения Пакистанских властей.
Экспедиция была запланирована на лето 1953 года. В состав команды Хьюстона, помимо одного из её идеологов и партнёра Чарльза по экспедиции 1938 года Боба Бейтса, вошли Пит Шёнинг, Артур Гилки, Ди Моленар, Джордж Белл, Роберт Крейг (англ. Robert W. Craig) и британец Тони Стритер из Глостерширского полка, который формально являлся офицером связи, а по факту работал наравне со всеми. Экспедицию сопровождал представитель Пакистана полковник Мухаммед Ата-Уллах (Mohammad Ata-Ullah (1905—1977)). При отборе альпинистов основным критерием Хьюстон посчитал умение работать в команде, «звёзды, которые думают лишь о собственных достижениях» ему были не нужны.

19 июня 1953 года команда Хьюстона разбила Базовый лагерь у подножия К2 и начала работать на уже хорошо известном маршруте по ребру Абруццкого. К 31 июля были организованы восемь высотных лагерей, последний из которых, — Лагерь VIII, был организован Питом Шёнингом и Артом Гилки на высоте 7770 метров — в 150 метрах выше «Чёрной пирамиды». Вечером 2 августа в нём собрались все восемь участников американской экспедиции, готовясь к последнему штурму вершины, для осуществления которого им были нужны, по оценке Хьюстона, всего три дня хорошей погоды. Лагерь был обеспечен всем необходимым на десять дней автономной работы, а альпинисты были хорошо акклиматизированы.

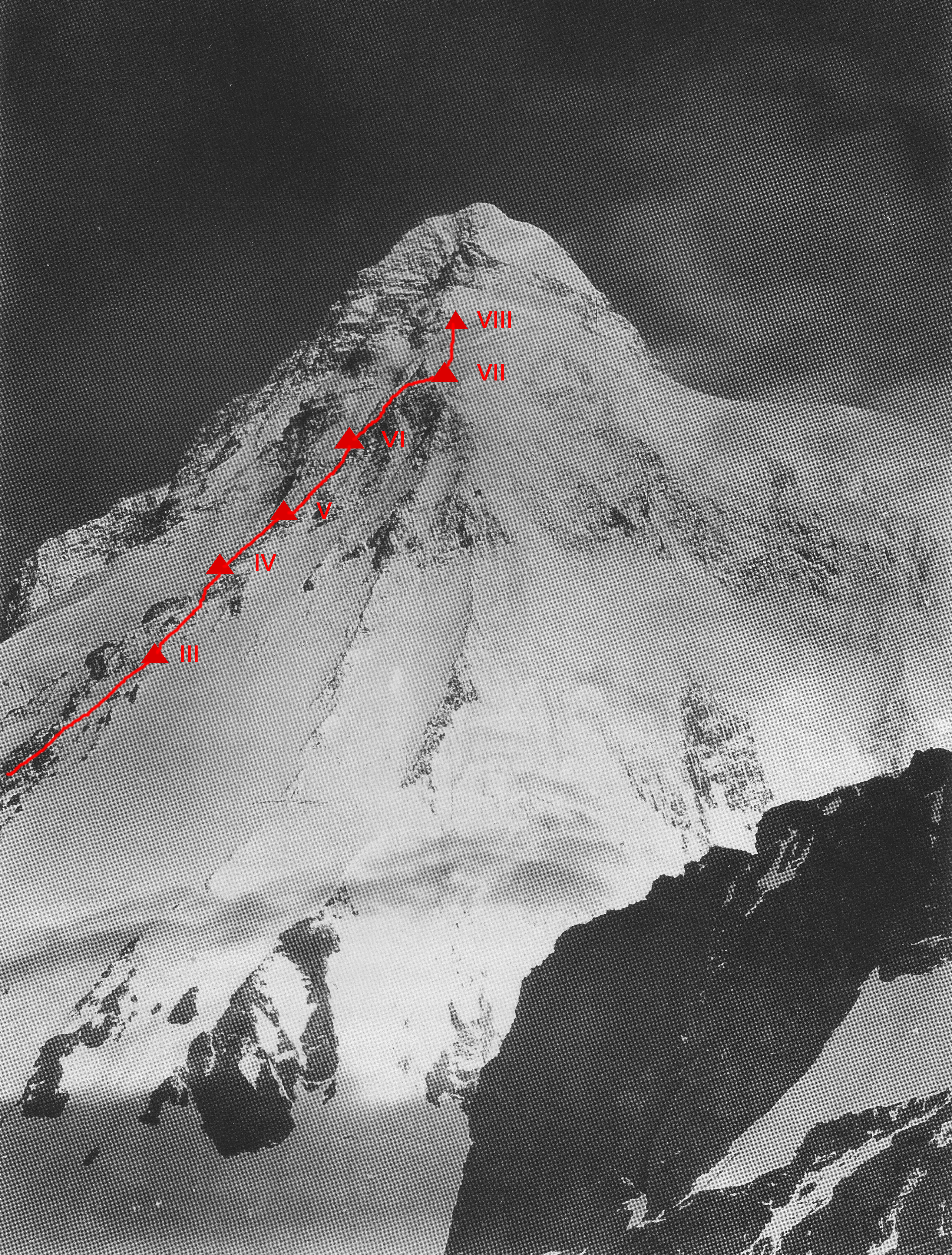
Американский маршрут 1953 года

Однако погода внесла свои коррективы. В ночь на 3 августа на гору обрушился шторм, который не утихал всю последующую неделю. И если в первые дни оптимизм и физическое состояние команды оставались на высоте, то уже на четвёртый день Хьюстон и его партнёры начали строить планы отступления: у двоих участников появились признаки обморожений, ещё двое чувствовали себя не хорошо. Как позже вспоминал Моленар: «мы думали, что оставаясь в лагере, мы сохраним нашу акклиматизацию, но на самом деле становились слабее…». Первая возможность для начала дальнейшей работы представилась утром 7 августа. Белл и Моленар готовились к спуску, Шенинг и Крейг к подъёму в Лагерь IX, когда вышедший из палатки Арт Гилки неожиданно для всех потерял сознание. После осмотра Хьюстон диагностировал у него тромбоз глубоких вен левой голени, во избежание рецидива заболевания требовалась немедленная эвакуация Арта вниз, хотя как врач Хьюстон понимал, что на такой высоте Гилки обречён. Кроме того, было сложно представить, как они будут спускать товарища по ключевым участкам ребра. Тем не менее, благодаря окну в погоде, в тот же день началась транспортировка Гилки вниз по пути подъёма, но уже вскоре стало ясно, что спуск невозможен из-за крайне высокой лавиноопасности, и альпинистам, попавшим в западню, пришлось вернуться. В тот же день Шёнинг и Крейг нашли возможный безопасный спуск к нижним лагерям, но погода заперла альпинистов в лагере ещё на два дня. 8 августа Гилки стало немного лучше, а 9-го его состояние ухудшилось — предположительно у него началась лёгочная эмболия, и 10 августа Хьюстон принял решение спускать его вниз несмотря ни на что.

Гилки, укутанного в спальный мешок, обмотанный, в свою очередь, разорванной палаткой, начали спускать к Лагерю VI по сложному, но относительно безопасному скальному ребру, разведанному ранее Шёнингом и Крейгом. Однако к трём часам дня местного времени все были измотаны до предела, и стало понятно, что спуститься к Лагерю VI они не успеют, а для выхода к палатке промежуточного лагеря VII, использовавшейся как склад, требовалось пересечь траверсом крутой заснеженный кулуар. Крейг «отвязался» от остальных, благополучно его пересёк и начал готовить в Лагере VII дополнительную площадку под палатку. Белл в связке со Стритером начал готовить маятниковую страховку выше по склону, Хьюстон и Бейтс готовили горизонтальные перила, Шёнинг, шедший последним, страховал спускаемого Гилки и пристегнутого к нему Моленара через ледоруб, предварительно им заклиненный за вмёрзший в скалу камень. В какой-то момент Белл сорвался и сдёрнул Стритера, связка, падавшая сверху, своей верёвкой сорвала со склона Хьюстона и Бейтса, и в итоге всех четверых кинуло на верёвку, соединявшую Гилки с Моленаром, сорвав последнего. Падение команды, несмотря на колоссальную нагрузку, Шёнинг смог остановить. В результате срыва не пострадали лишь Бейтс и Стритер, Хьюстон, в частности, получил черепно-мозговую травму. О дальнейшей транспортировке Гилки не могло быть и речи, поэтому Крейг и Стритер просто застраховали его на склоне при помощи двух вогнанных в снег ледорубов. Как только Лагерь VII был установлен, альпинисты, отправившиеся за Артуром, нашли вместо него только след недавно сошедшей лавины.
Мне кажутся высокомерными слова, что люди покоряют горы. Если вам улыбнётся удача, то лишь на короткое время Вы сможете оказаться на одном уровне в ними... Мы должны относиться к ним с уважением и оставить их нетронутыми. Мы должны идти в них ради новых ощущений, а не ради славы. Горы вечны, это мы лишь временщики. Для меня высокие горы это эмоции, наполняющие сердце и кровь.
Оставшейся в живых части команды Хьюстона, в итоге, понадобилось ещё долгих 5 дней, прежде чем она сумела достичь Базового лагеря 15 августа.
Несмотря на то, что американская экспедиция 1953 года не достигла своей главной цели, она, тем не менее, на десятилетия вперёд стала «парагоном» альпинистской этики, и, по словам Райнхольда Месснера, «самой потрясающей неудачей, которую только можно себе представить», а по мнению историка Джима Каррана «… олицетворением всего лучшего, что есть в альпинизме… То, что сделали эти люди на К2 в 1953 году невероятно. Это одна из величайших горных легенд. И в анналах истории гималайских восхождений нет её прекраснее». Семеро выживших участников остались близкими друзьями на всю жизнь и образовали, названное Хьюстоном, «Братство верёвки».
За самоотверженную попытку спасения своего товарища все участники команды в 1981 году были награждены вновь учреждённой высшей наградой Американского альпклуба — медалью Дэвида Соулса, вручаемой альпинистам, спасшим в горах людей с риском для собственной жизни, хотя как позже настаивал Хьюстон, «Ничего героического в этом не было. Это была только работа, которую нужно было сделать. Мы не выгадывали, кто и чего лишится в случае нашей смерти, потому что не собирались умирать. Вот почему я не понимаю людей, которые называют нас героями. У нас был выбор?».

## Комментарии
1. ↑  по мнению современников Висснера, у того «было обыкновением сваливать на других первое осуществление своих идей»
2. ↑  Тильман хотел в 1938 году пригласить Хьюстона на Эверест, но Everest Committee не поддержал-бы кандидатуру американца